# Вестбрук (Міннесота)
Вестбрук (англ. Westbrook) — місто (англ. city) в США, в окрузі Коттонвуд штату Міннесота. Населення — 758 осіб (2020).

## Географія
Вестбрук розташований за координатами 44°2′34″ пн. ш. 95°26′12″ зх. д. / 44.04278° пн. ш. 95.43667° зх. д. (44.042839, -95.436545).  За даними Бюро перепису населення США в 2010 році місто мало площу 2,01 км², уся площа — суходіл. В 2017 році площа становила 1,72 км², уся площа — суходіл.

## Демографія
Згідно з переписом 2010 року, у місті мешкало 739 осіб у 345 домогосподарствах у складі 192 родин. Густота населення становила 367 осіб/км².  Було 418 помешкань (208/км²).
Расовий склад населення:
| - 97,7 % — білих - 0,9 % — азіатів - 0,4 % — корінних американців |

До двох чи більше рас належало 0,3 %. Частка іспаномовних становила 2,2 % від усіх жителів.
За віковим діапазоном населення розподілялося таким чином: 18,7 % — особи молодші 18 років, 47,5 % — особи у віці 18—64 років, 33,8 % — особи у віці 65 років та старші. Медіана віку мешканця становила 54,0 року. На 100 осіб жіночої статі у місті припадало 79,4 чоловіків;  на 100 жінок у віці від 18 років та старших — 75,7 чоловіків також старших 18 років.
Середній дохід на одне домашнє господарство  становив 43 852 долари США (медіана — 35 729), а середній дохід на одну сім'ю — 54 362 долари (медіана — 49 250). За межею бідності перебувало 15,6 % осіб, у тому числі 22,9 % дітей у віці до 18 років та 18,1 % осіб у віці 65 років та старших.
Цивільне працевлаштоване населення становило 285 осіб. Основні галузі зайнятості: освіта, охорона здоров'я та соціальна допомога — 30,9 %, будівництво — 14,4 %, виробництво — 11,6 %, роздрібна торгівля — 10,2 %.